# 小行星3654
小行星3654（3654 AAS）是一颗绕太阳运转的小行星，为主小行星带小行星。该小行星于1949年8月21日发现。

## 轨道参数
小行星3654的轨道半长轴为2.2623089 AU，离心率为0.2003052。